# Google Analytics
Google Analytics è un servizio di web analytics gratuito fornito da Google che consente di analizzare delle dettagliate statistiche sui visitatori di un sito web. Il servizio è usato per il marketing su internet e dai webmaster. Google Analytics è il servizio di statistiche più usato nel web, con una quota di mercato dell'85,4% nei migliori 10 milioni di siti (secondo Alexa). Google Analytics è utilizzato da circa il 56,4% degli stessi siti web.
Esiste anche un SDK di raccolta dati per lo sviluppo di applicazioni per smartphone Android e Apple chiamato Google Analytics for Mobile Apps.
Google Analytics ha subito molti aggiornamenti dalla sua nascita ed è ora alla sua quarta iterazione, GA4. GA4 è installato da Google Analytics per impostazione predefinita ed è una versione rinominata di properties (app + Web), che Google ha pubblicato nel 2019 in versione beta. GA4 ha anche sostituito Universal Analytics (UA). Una caratteristica notevole di GA4 è la sua naturale integrazione con Google BigQuery, una funzione precedentemente disponibile solo con GA 360 aziendale. La mossa è indicativa degli sforzi di Google per integrare GA e i suoi utenti gratuiti in un'offerta cloud più ampia.
Dal 1º luglio 2023, Universal Analytics smetterà di raccogliere nuovi dati e sarà sostituito da Google Analytics 4 come piattaforma analitica principale. Google aveva precedentemente annunciato questo cambiamento nel marzo 2022. Mentre gli utenti avevano la possibilità di utilizzare Universal Analytics fino alla scadenza del luglio 2023, dalla sua chiusura non sono stati aggiunti nuovi dati a UA. Il 1º luglio 2024, tutti gli utenti, compreso GA 360, perderanno l'accesso a tutte le proprietà di Universal Analytics.

## Funzionalità
Lo strumento è utilizzato per osservare vari tipi di statistiche come la durata della sessione, la provenienza della visita, il numero di pagine visitate, le pagine più viste, la posizione geografica ecc.
Può essere integrato con Google Ads e gli utenti possono analizzare le campagne online, monitorando la qualità delle pagina e la trasformazione della visita in obiettivo. Questi obiettivi possono includere vendite, lead generation, visualizzazioni di una specifica pagina o il download di un certo file.
Gli utenti dispongono di 100 profili che possono corrispondere ad un sito web, ma anche ad una particolare sezione o sottosezione del sito.
Il 29 settembre 2011, Google Analytics ha lanciato un sistema di analisi in tempo reale che consente all'utente di ottenere informazioni sui visitatori che si trovano attualmente su un sito web. Un utente può avere 100 profili di siti web. Ogni profilo corrisponde in genere a un sito web. L'accesso è limitato ai siti il cui traffico online è inferiore a 5 milioni di pagine viste al mese (circa 2 pagine viste al secondo), a meno che il sito non sia associato a una campagna pubblicitaria di Google. Google Analytics include Google Website Optimizer, rinominato Google Analytics Content Experiments.

## Storia
Google Analytics è stato sviluppato da Urchin Software Corporation, denominato Urchin on Demand (Google ha acquisito Urchin Software Corp. nel mese di aprile 2005). Il sistema contiene anche idee di Adaptive Path, il cui prodotto, Measure Map, era stato acquistato e utilizzato nel redesign di Google Analytics, nel 2006.
Google ha continuato a vendere il software stand-alone installabile Urchin attraverso una rete di rivenditori; nel mese di aprile 2008 è stata pubblicata la versione 6 di Urchin. Nel 2012 il progetto è stato abbandonato.
Dal 2005 ad oggi, Google Analytics ha visto modificata la propria immagine almeno una volta all'anno sia nell'aspetto, sia nei contenuti (svariati report sono ora a disposizione degli utenti). Da maggio 2010 è disponibile una nuova versione del codice di tracciamento, definita asincrona.
Il 30 settembre 2011 è stata lanciata (per i mercati statunitensi e inglesi), la versione a pagamento di Google Analytics, ribattezzata "Google Analytics Premium".
Il 2 aprile 2014 è stata ufficialmente lanciata, dopo una lunga fase beta, la nuova versione di analytics denominata Universal Analytics. La nuova versione andrà gradualmente a sostituire l'attuale versione.
Nel marzo 2016 Google ha rilasciato Google Analytics 360, una suite software che fornisce analisi sul ritorno sull'investimento e altri indicatori di marketing. Google Analytics 360 include cinque prodotti principali: Analytics, Tag Manager, Optimize, Data Studio, Surveys, Attribution e Audience Center.
Nell'ottobre 2017 è stata annunciata una nuova versione di Google Analytics, denominata Global Site Tag. Il suo scopo dichiarato era quello di unificare il sistema di etichettatura per semplificare l'implementazione.
Nel giugno 2018 Google ha introdotto Google Marketing Platform, un servizio di pubblicità e analisi online. Consiste di due precedenti marchi di Google, DoubleClick Digital Marketing e Google Analytics 360.
Nell'ottobre 2020 Google ha rilasciato Google Analytics 4 (GA4).
Da marzo 2022 compare l'avviso ufficiale all'interno di Google Analytics che a partire dal 1º luglio 2023 Universal Analytics non sarà più utilizzabile, si dovrà necessariamente usare Google Analytics 4.

## Tecnologia
Google Analytics viene implementato aggiungendo quello che viene definito "page tag". Si tratta del codice di tracciamento di Google (GATC, Google Analytics Tracking Code) ed è un frammento di codice JavaScript che l'utente aggiunge in tutte le pagine del proprio dominio web. Questo codice, che dialoga direttamente con il server di Google, consente di raccogliere i dati di navigazione degli utenti, che poi vengono elaborati, sviluppati e mostrati all'interno della piattaforma.
Per funzionare, il GATC carica un file JavaScript più grande dal server di Google (il ga.js) e poi imposta variabili con il numero di account dello user. Il file ga.js ha una dimensione media di 18 KB e viene scaricato una volta sola, all'inizio della visita, poiché viene salvato all'interno della cache (e questo lo rende probabilmente uno dei file più scaricati al mondo).
Oltre a trasmettere informazioni al server di Google, il GATC imposta i first party cookie in ogni computer dei visitatori. Questo consente di memorizzare informazioni anonime come il tipo di visitatore (nuovo o di ritorno), la durata della visita e la fonte di provenienza della visita (diretto, organico o da sito referrer).

## Popolarità
Google Analytics è il servizio di statistiche del sito web più utilizzato. Nel maggio 2008 Pingdom ha pubblicato un sondaggio affermando che 161 dei 500 (32%) siti più grandi a livello globale in base al loro ranking "Alexa" utilizzavano Google Analytics.
Una successiva analisi della quota di mercato ha affermato che Google Analytics è stato utilizzato da circa il 49,95% dei primi 1.000.000 di siti Web (come classificato nel 2010 da Alexa Internet).
Nel 2012, il suo utilizzo era circa il 55% dei 10.000 siti web più popolari. Nell'agosto 2013 Google Analytics è stato utilizzato dal 66,2% dei 10.000 siti web più popolari, come riportato da BuiltWith.

## Supporto e formazione
Google offre lezioni gratuite di Google Analytics IQ, test di certificazione di Google Analytics, Centro assistenza gratuito, FAQ e forum di Google Groups per l'assistenza ufficiale del prodotto Google Analytics. Le nuove funzionalità del prodotto sono annunciate sul blog di Google Analytics. Il supporto per le aziende viene fornito tramite i Partner certificati di Google Analytics o Google Academy for Ads.

## Privacy
A causa della sua ubiquità Google Analytics solleva alcuni problemi di privacy. Ogni volta che qualcuno visita un sito web che utilizza Google Analytics, Google tiene traccia di quella visita tramite l'indirizzo IP degli utenti al fine di determinare la posizione geografica approssimativa dell'utente. Per soddisfare i requisiti legali tedeschi, Google Analytics può rendere anonimo l'indirizzo IP. Google ha anche rilasciato un plug-in del browser che disattiva i dati sulla visita di una pagina inviati a Google. Poiché questo plug-in è prodotto e distribuito da Google stesso, ha incontrato molte discussioni e critiche. Inoltre, la realizzazione di script di Google che tracciano il comportamento degli utenti ha generato la produzione di plug-in del browser open source per rifiutare i cookie di tracciamento. Questi plug-in consentono agli utenti di impedire a Google Analytics e servizi simili di monitorare le proprie attività.
Inoltre, a seguito della sentenza della Corte di Giustizia dell’Unione Europea n. C-311/18, del 16 luglio 2020 (c.d. “Schrems II”) che ha dichiarato l’invalidità della
decisione della Commissione UE n. 2016/1250 del 12 luglio 2016 sull’adeguatezza della protezione offerta dal regime del Privacy Shield (pubblicata in seguito alla decadenza dell'accordo Safe Harbor), ci sono state diverse pronunce da parte di Garanti europei che hanno interessato i servizi di Analytics forniti da Google:
- Garante Austria (provvedimento 22 dicembre 2021);
- CNIL - Garante Francia (provvedimento 10 febbraio 2022);
- Garante per la protezione dei dati personali (provvedimento 9 giugno 2022);
- Garante Danimarca (parere 21 settembre 2022).
In Italia, il Garante per la protezione dei dati personali stabilisce che Il sito web che utilizza il servizio Google Analytics (GA), senza le garanzie previste dal Regolamento Ue, viola la normativa sulla protezione dei dati perché innesca un trasferimento internazionale di dati personali, in particolare negli Stati Uniti, un Paese privo di un adeguato livello di protezione per i dati degli utenti.
Nel dichiarare l’illiceità del trattamento è stato ribadito che l’indirizzo IP costituisce un dato personale e anche nel caso fosse troncato non diverrebbe un dato anonimo, considerata la capacità di Google di arricchirlo con altri dati di cui è in possesso tra cui:
- identificativo del visitatore (cookie);
- identificativo interno per gli utenti che sono loggati nei servizi Google;
- identificativo dell'ordine (se presente);
In particolare un utente loggato nell'account Google potrebbe essere identificato anche grazie all'uso del fingerprint del dispositivo.
All’esito di tali accertamenti il Garante ha adottato il primo di una serie di provvedimenti con cui ha ammonito Caffeina Media S.r.l. che gestisce un sito web, ingiungendo alla stessa di conformarsi al Regolamento europeo entro novanta giorni.
Il Garante ha evidenziato, in particolare, la possibilità, per le Autorità governative e le agenzie di intelligence statunitensi, di accedere ai dati personali trasferiti senza le dovute garanzie, rilevando al riguardo che, alla luce delle indicazioni fornite dall’EDPB (Raccomandazione n. 1/2020 del 18 giugno 2021), le misure che integrano gli strumenti di trasferimento adottate da Google non garantiscono, allo stato, un livello adeguato di protezione dei dati personali degli utenti.
Con l’occasione l’Autorità ha richiamato all’attenzione di tutti i gestori italiani di siti web, pubblici e privati, l’illiceità dei trasferimenti effettuati verso gli Stati Uniti attraverso GA.
In questo quadro Google ha rilasciato la versione 4 di Analytics, cercando di risolvere le problematiche evidenziate dai Garanti europei. In particolare Analytics 4 utilizza gli indirizzi IP per determinare la posizione (paese, città) ma poi li elimina prima di inserire i dati sui server. Gli indirizzi IP in sostanza vengono utilizzati per stabilire il server ottimale sul quale effettuare l'elaborazione dei dati. Inoltre GA4 si basa sui cookie di prima parte, mentre la versione precedente era basata su cookie di terza parte (quindi maggiormente intrusivi).
Al momento non è dato sapere se Google Analytics 4 sia conforme alle norme europee, in quanto nessun Garante europeo si è occupato ancora di questo servizio (i provvedimenti riguardano la versione precedente, cioè Universal Analytics).